# Resolució 203 del Consell de Seguretat de les Nacions Unides
La Resolució 203 del Consell de Seguretat de les Nacions Unides, aprovada per unanimitat el 14 de maig de 1965, en resposta a la situació de violència que vivia la República Dominicana arran de la guerra civil de 1965.
En la resolució es va convidar al Secretari General de les Nacions Unides, a enviar un representant a la República Dominicana a fi que informés al Consell sobre la situació al país del Carib. Aquest representant va ser el Sr. José Antonio Mayobre, comissionat el 15 de maig de 1965. També es va instar a totes les parts involucrades en el conflicte a treballar conjunt a l'enviat del consell.